# Heterochelus exactor
Heterochelus exactor är en skalbaggsart som beskrevs av Louis Albert Péringuey 1902. Heterochelus exactor ingår i släktet Heterochelus och familjen Melolonthidae. Inga underarter finns listade i Catalogue of Life.